# Гражданский кодекс РСФСР 1964 года
Гражданский кодекс РСФСР 1964 года (сокр. ГК РСФСР 1964 г.) — кодифицированный нормативный правовой акт, регулировавший гражданские правоотношения в РСФСР с 1964 года, постепенно утрачивавший силу с 1 января 1995 года, окончательно прекративший действие с 1 января 2008 года.

## История создания
Согласно п. «х» ст. 14 первоначальной редакции Конституции СССР 1936 года, к ведению Союза ССР относилось принятие гражданского кодекса. Тем не менее с 1922 года — с года, когда был принят последний действовавший на тот момент ГК РСФСР — единый общесоюзный кодекс так и не был принят, несмотря на проводимую работу в сфере кодификации, а также доктринальные разработки в сфере принятия ГК СССР и подготовленные учёными-цивилистами отдельные проекты общесоюзного ГК, не получившие законодательного воплощения. В дальнейшем, в 1969 году, указание на необходимость принятия общесоюзных гражданского и уголовного кодексов было исключено из соответствующей статьи Конституции СССР, изменились и доктринальные представления о необходимости принятия ГК СССР; так, С. Н. Братусь в 1971 году писал: «Предложение издать Гражданский Кодекс СССР, хотя и заманчиво, поскольку содержание ГК союзных республик в основном одинаково и выражено в подавляющем большинстве норм в одной и той же форме, но, по-видимому, нереально, ибо затрагивает суверенитет союзных республик, компетенция которых расширена в 1957 году поправками к Конституции СССР. Нереально также предложение создать Гражданский Кодекс Союза ССР и союзных республик, сохранив при этом ГК союзных республик. Для таких кодексов при наличии ГК СССР и союзных республик просто не останется материала».
8 декабря 1961 года был принят Закон СССР, которым были утверждены Основы гражданского законодательства Союза ССР и союзных республик.
В союзных республиках проводилась работа по подготовке собственных гражданских кодексов. Упоминавшееся положение Конституции СССР, относящее к ведению Союза принятие именно Гражданского кодекса, было отменено только 11 июля 1969 года Законом СССР № 4073-VII, согласно которому к ведению Союза относилось установление именно основ гражданского законодательства
Законом РСФСР от 11 июня 1964 года «Об утверждении Гражданского кодекса РСФСР» (вместе с Гражданским кодексом РСФСР) был принят данный кодекс, который вводился в действие с 1 октября 1964 года.
Также в 1964 году были приняты гражданские кодексы как союзных республик в составе СССР, так и других государств социалистического блока — в частности, Польши, Венгрии и Чехословакии.

## Структура и краткое содержание ГК РСФСР 1964 года
В Кодексе содержится более 500 статей.
Кодекс состоит из 8 разделов:
Раздел первый «Общие положения», в котором расположены главы об общих положениях гражданского законодательства, о лицах, сделках, представительстве, правилах исчисления сроков и исковой давности.
Раздел второй «Право собственности», содержал главы об общих положениях для всех видов собственности, далее шли главы, посвящённые конкретным видам собственности — государственной собственности, собственности колхозов и иных кооперативных организаций и их объединений, собственности профсоюзов и иных общественных организаций, личной собственности, общей собственности. Отдельно были две главы — «Приобретение и прекращение права собственности» и «Защита права собственности».
Раздел третий был посвящён обязательственному праву, в нём было два подраздела:
- в первом подразделе рассматривались общие положения об обязательствах (возникновение обязательств, исполнение обязательств, обеспечение исполнения обязательств, уступка требования и перевод долга, ответственность за нарушение обязательств, прекращение обязательств);
- во втором подразделе были урегулированы отдельные виды обязательств (купля-продажа, мена, дарение, поставка и так далее).

Четвёртый раздел был посвящён авторскому праву.
Пятый — правам на открытие.
Шестой — правам на изобретение, рационализаторское предложение и промышленный образец.
Седьмой раздел — наследственному праву.
Восьмой раздел — вопросам международного частного права.

## Основные новеллы Гражданского кодекса РСФСР 1964 года

### Защита чести и достоинства
Поскольку Екатерина Абрамовна Флейшиц была членом комиссий по подготовке проектов как Основ гражданского законодательства 1961 года, так и Гражданского кодекса РСФСР 1964 года, то в данных актах появились беспрецедентные нормы, являющиеся по своему содержанию воплощением результатов докторской диссертации Е. А. Флейшиц «Личные права в гражданском праве Союза ССР и капиталистических стран». Данная диссертация была защищена в 1938 году, а опубликована в 1941 году под грифом «Для служебного пользования». Так, в ст. 7 ГК РСФСР 1964 года появилась статья «Защита чести и достоинства» (в Основах 1961 года данная статья также имела седьмой порядковый номер).

### Изменение момента возникновения права собственности у приобретателя имущества по договору
Согласно действовавшему ранее ГК РСФСР 1922 года, право собственности приобретателя возникает в отношении индивидуально-определённой вещи с момента совершения договора (ст. 66), в ст. 135 ГК РСФСР 1964 года (вслед за ст. 30 Основ законодательства 1961 года) моментом возникновения права собственности у приобретателя имущества (в том числе индивидуально-определённой вещи) по договору считался момент передачи вещи.

### Появление положений о договоре хранения
Несмотря на существование договора хранения в хозяйственной практике — в ГК РСФСР 1922 года о нём не было упоминания. В ГК РСФСР 1964 года — появились нормы о договоре хранения (ст. 422—433), которыми среди прочего регулировались положения о договоре хранения с обезличением.

### Появление положений об обязательствах, возникающих вследствие спасания социалистического имущества
В период совершения советским народом подвига в борьбе с фашистской Германией многие советские граждане при спасании социалистического имущества из пожаров, вызванными бомбёжками или другими вражескими действиями, получали увечья, обгорали, и судебная практика СССР в отсутствие соответствующих положений в ГК РСФСР 1922 года исходила из необходимости возмещения вреда, понесённого гражданином при спасании социалистического имущества. В ГК РСФСР 1964 года данная практика получила воплощение в ст. 472 «Возмещение вреда, понесённого при спасании социалистического имущества».

## Утрата силы
В период проведения экономической и правовой реформы после провозглашения Декларации о государственном суверенитете РСФСР, положения данного документа применялись к гражданским правоотношениям, если они не противоречили законодательным актам Российской Федерации, принятым после 12 июня 1990 года, и иным актам, действующим в установленном порядке на территории Российской Федерации (Постановление ВС РФ от 14 июля 1992 года № 3301-1).
Преамбула кодекса, раздел I «Общие положения», раздел II «Право собственности» полностью утратили силу с 1 января 1995 года в связи со вступлением в силу части первой Гражданского кодекса РФ.
Раздел III «Обязательственное право» полностью утратил силу с 1 марта 1996 года в связи со вступлением в силу части второй Гражданского кодекса РФ.
Раздел VII «Наследственное право» и раздел VIII «Правоспособность иностранных граждан и лиц без гражданства. Применение гражданских законов иностранных государств и международных договоров» полностью утратили силу с 1 марта 2002 года в связи со вступлением в силу части третьей Гражданского кодекса РФ.
Раздел IV «Авторское право», раздел V «Право на открытие» и раздел VI «Право на изобретение, рационализаторское предложение и промышленный образец» полностью утратили силу с 1 января 2008 года в связи со вступлением в силу части четвёртой Гражданского кодекса РФ.